# 江尻町
江尻町（えじりまち）は、静岡県の中部、庵原郡に属していた町である。静岡市清水区の中心部にあたる。

## 地理
- 河川：巴川

## 歴史
- 1889年（明治22年）4月1日 - 町村制の施行により、江尻宿、江尻出作、辻村が合併して江尻町が発足。
- 1893年（明治26年）4月9日 - 大字辻が分立して辻村が発足。
- 1924年（大正13年）
  - 1月31日 - 安倍郡入江町に編入。同日江尻町廃止。
  - 2月11日 - 入江町が清水町、不二見村、三保村と合併して清水市が発足。
- 2003年（平成15年）4月1日 - 清水市が静岡市と合併し、改めて静岡市が発足。
- 2005年（平成17年）4月1日 - 静岡市が政令指定都市に移行し、旧町域は清水区となる。

## 交通

### 鉄道路線
鉄道省東海道本線の清水駅（当時は江尻駅）、静岡鉄道（当時は静岡電気鉄道）静岡清水線の新清水駅（当時は江尻新道駅）が当初は所在したが、辻町の分立にともない同町域となった。

### 道路
- 東海道